# Шумахер, Эмиль
Эмиль Шумахер (нем. Emil Schumacher; 29 августа 1912, Хаген, Северный Рейн-Вестфалия — 4 октября 1999, Сан-Хосе, Ивиса, Балеарские острова) — немецкий художник-абстракционист, представитель информализма в живописи.

## Жизнь и творчество
Эмиль Шумахер получил художественное образование в Школе прикладного искусства Дортмунда в 1932—1935 годах. После Второй мировой войны увлекается кубизмом. В 1948 году вместе с Карлом Отто Гёцом и двумя другими молодыми художниками был удостоен премии «Молодой Запад» (нем. Jünger Westen) города Реклингхаузен. В 50-е годы перешёл к чисто цветовым композициям, без каких-либо конструктивных элементов.
С 1955 года Эмиль Шумахер участвовал в различных выставках абстракционистов. В 1962 году завоевал приз на 30-м Биеннале в Венеции. В 1959, 1964 и 1977 годах мастер принимал участие в выставках художников-абстракционистов в Касселе — документа (2-я, 3-я и 7-я соответственно). Среди других работ Э. Шумахер создал мозаичные панно для станций метрополитена в Риме. В 1958—1960 годах он — профессор в Высшей школе изобразительного искусства в Гамбурге, в 1966—1977 годы — профессор в Государственной академии изобразительного искусства в Карлсруэ. В родном городе Э. Шумахера — Хагене — создан музей творчества художника.
Шумахер рассматривал художественный процесс не как подлежащий теоретическим построениям, а как нечто физически-чувственное. Для него был важен личный, физический контакт с холстом или доской. Некоторые его полотна имеют проколы или разрезы. Краски часто нанесены на поверхность просто рукой и смешаны с песком, тканью или кусками асфальта. Примером для своего творчества Шумахер брал Природу и её жизненную силу. Мастер желал в своих работах проникнуть сквозь материю, постичь то, что скрыто по ту сторону «стены творчества».

## Произведение «Содом», 1957
Картину, определяют сгущенные красные мазки, приобретающие, въедаясь в черные тона, угрожающее выражение. По светлой грунтовке положены, рельефно, наслаиванием, структурированные, красные и черные цветовые слои, образующие в центре картины форму круга. С помощью жесткой кисти, шпателя и острого твердого предмета была создана изборожденная поверхность, около которой, преимущественно в прикромочных зонах, за счет смешения красок и их размазывания, создается впечатление рассеянного света и дымчатой текстуры самого красочного слоя. Под следами знаков и царапин, в середине полотна доминирует вертикальная красная глубокая расселина, в которой светлые, бледно-желтые тона отмечают центр. Название «Содом» комментирует впечатление угрозы, насильственного разрушения, а также плавления, и пробуждает в нереалистической материи представление о тотальном уничтожении города Содома, упомянутого в Ветхом Завете. В соответствии с библейским сказанием, бог послал на грешный город с неба серу и огонь; при этом не выжил почти никто, а сам город был сравнен с землей. Намеченная круглая форма, и разрешенная периферийная зона вызывает в картине Шумахера ассоциацию с планом города, увиденного с высоты птичьего полет.
В последнее время я пришёл к выводу создавать осязаемые объекты более крупного формата. Они созданы из огня и шлаков. Я купил большую паяльную лампу, и дал пищу огню. То, что осталось в итоге и выстояло всё, глядит на меня вопрошающим взглядом. Я же это знаю, я же такое уже встречал. Сегодня или раньше? Ниннив, Вавилон, Париж, Нью-Йорк? Я не был нигде никогда, только у себя дома.Эмиль Шумахер, 1978, в кат. выст. Шумахера,1978, стр. 196.
Картины, созданные Шумахером в 50-е годы, имеют эстетическую связь с развившейся в конце Второй мировой войны Второй мировой войны неформальной живописью ВОЛСа, Жана Фотрие, которые пытались в художественной ферме передать насилие, приходящее с воздуха, клали полотна на пол и работали «сверху». Со времени их существования, неформальная живопись стоит на позициях, противоположным позициям программной реалистической живописи; она была, с одной стороны, подвергнута критике представителями реалистического искусства как абстрактная живопись, с другой стороны, она прославилась на западной культурной сцене как выражение демократической свободы.